# Palo Cedro
Palo Cedro est une census-designated place du comté de Shasta, dans l'État de Californie, aux États-Unis,. En 2020, elle compte une population de 2 931 habitants.